# شاهزاده محمد (كاكان)
شاهزاده محمد (بالفارسية: شاهزاده محمد) هي قرية تقع في إيران في قسم کاکان الريفي. يقدر عدد سكانها بـ 10 نسمة بحسب إحصاء 2016.